# Bolbitis diversifolia
Bolbitis diversifolia là một loài dương xỉ trong họ Dryopteridaceae. Loài này được Schott mô tả khoa học đầu tiên.
Danh pháp khoa học của loài này chưa được làm sáng tỏ. 